# Vojaška akademija raketnih sil Dzeržinski
Vojaška akademija im. F. E. Dzeržinski (izvirno rusko Военная академия им. Ф. Э. Дзержинского; krajše le Vojaška akademija Dzeržinski) je bila vojaška akademija (univerza za podiplomski študij) Sovjetske zveze in nato Ruske federacije; delovala je med letoma 1958 in 1997.
Poimenovana je bila po Feliksu Edmundoviču Dzeržinskem.

## Zgodovina
Ustanovljena je bila leta 1958, ko se je dotedanja Artilerijska akademija Rdeče armade preselila iz Leningrada v Moskvo. Hkrati se je preimenovala, saj je pričela usposabljanje pripadnikov Rdeče armade (nato Oboroženih sil Sovjetske zveze in Ruske federacije) in oboroženih sil Varšavskega pakta v taktiki raketno-strateškega bojevanja. Šolanje je potekalo po dveh programih: poveljniško-štabni in inženirski.
Leta 1997 je bila akademija preimenovana v Vojaško akademijo strateških raketnih sil Ruske federacije Peter Veliki.